# حريق مستشفى فيرار
حريق مستشفى فيرار في 23 أبريل 2021 تسبب حريق في مستشفى في مدينة فيرار الهندية في مقتل ما لا يقل عن 13 مريضًا.
في الساعات الأولى من يوم 23 أبريل 2021 اندلع حريق في وحدة العناية المركزة في مستشفى فيجاي فالابيه في فيرار، وهي مدينة تقع شمال مومباي في ولاية ماهاراشترا الهندية. كان هناك 17 مريضًا في الجناح في ذلك الوقت، قُتل منهم 13 مريض.
تأثرت الهند بشدة من جائحة كوفيد 19 يعتبر الاكتظاظ ونقص الأكسجين من بين المشاكل المتكررة الناتجة. في 21 أبريل 2021 توفي 24 مريضًا بـ كوفيد في مستشفى في ناشيك بولاية ماهاراشترا بعد انقطاع إمداد أجهزة التنفس بالأكسجين.